# Spilosoma cognata
Spilosoma cognata là một loài bướm đêm thuộc phân họ Arctiinae, họ Erebidae.